# Лудовизи (район)

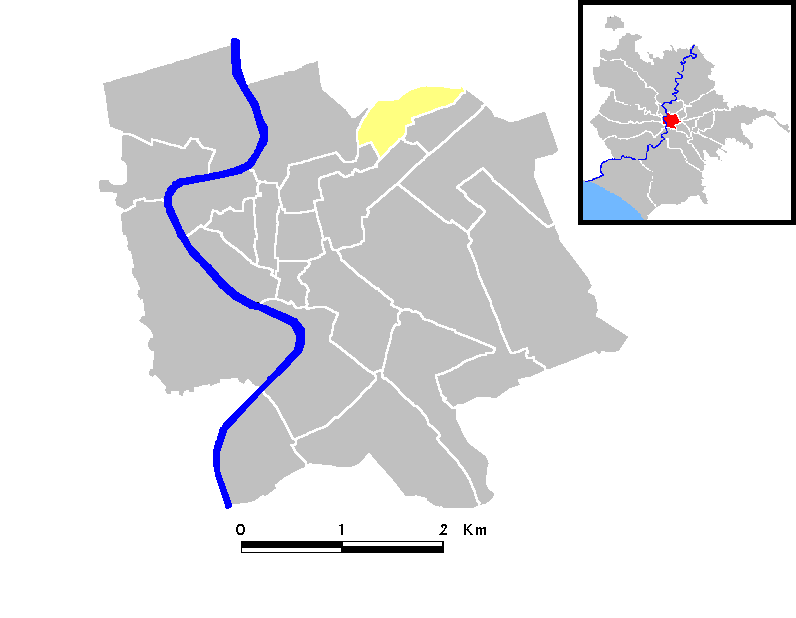
Лудовизи

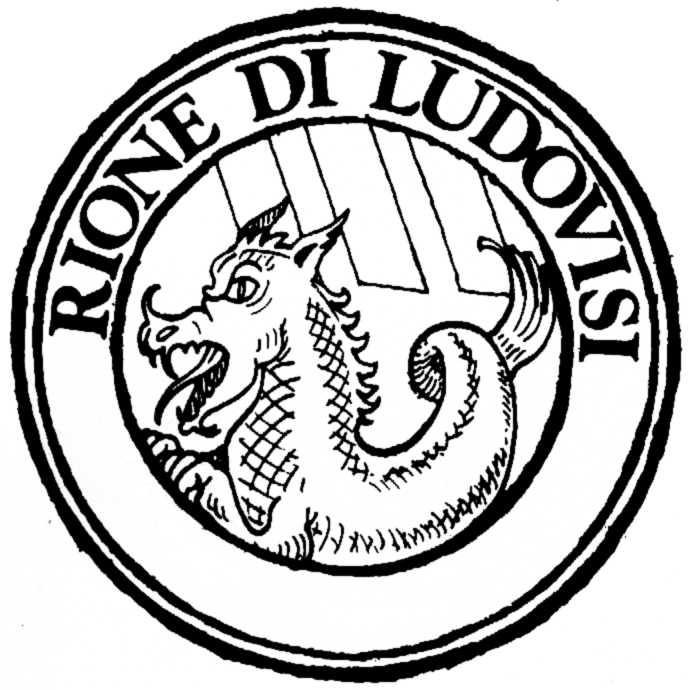
Герб Людовизи

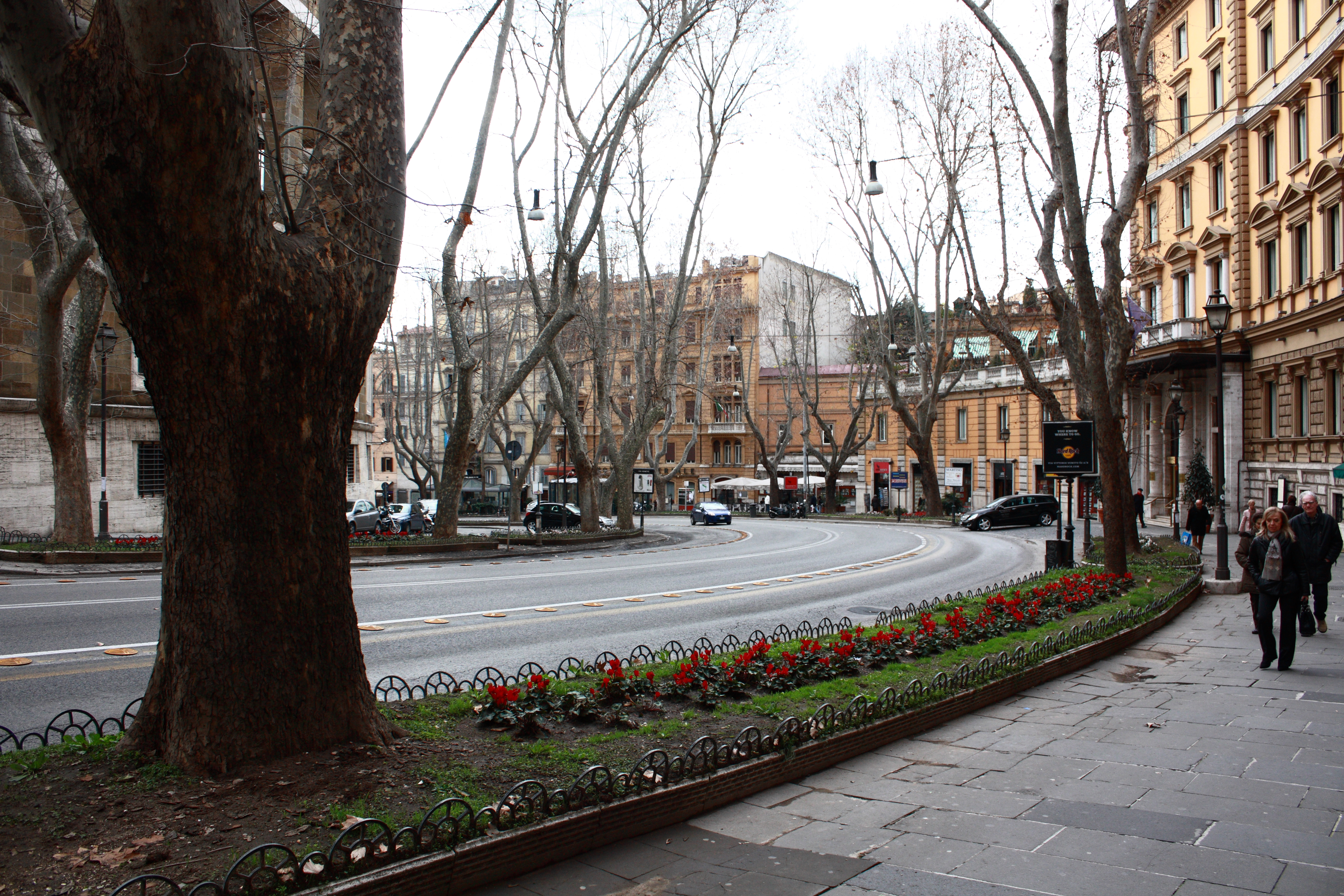
Виа Витторио-Венето

Лудовизи (итал. Ludovisi) — XVI район (Rione) Рима.

## Положение
Лудовизи граничит с районами Саллюстиано, Треви и Кампо-Марцио. Район пересекает знаменитая улица Виа Витторио-Венето.

## История
В 1886 году семья Бонкомпаньи-Людовизи продала свою виллу с прилегающими территориями городу Риму. Новому району дали имя бывших владельцев, а гербом района сделали герб семьи Бонкомпаньи-Людовизи: дракон и 3 диагональные полосы.

## Достопримечательности
- Виа Витторио-Венето
- Палаццо Маргерита
- Порта Пинчиана
- Церкви
  - Санта-Мария-делла-Кончеционе
  - Сант-Исидро-а-Капо-ле-Казе
  - Сан-Патрицио
  - Лютеранская церковь